# Prosowce
Prosowce – wieś na Ukrainie w rejonie tarnopolskim należącym do obwodu tarnopolskiego, położona na lewym brzegu rzeki Zbrucz.
W II Rzeczypospolitej wieś w powiecie zbaraskim województwa tarnopolskiego. Stacjonowały tu jednostki graniczne Wojska Polskiego: we wrześniu 1921 w Prosowcach wystawiła placówkę 2 kompania 23 batalionu celnego, a po 1924 w miejscowości stacjonowała strażnica KOP „Prosowce”.
W 1944 nacjonaliści ukraińscy z OUN-UPA zamordowali tutaj 10 Polaków.
Do 2020 w rejonie podwołoczyskim.